# Claus Daa (rigsadmiral)
 Der er flere personer med dette navn, se Claus Daa.
Claus Daa (10. eller 6. august 1579 – 30. marts 1641) var en dansk adelsmand og rigsadmiral. Han var søn af Oluf Daa og Dorthe Henriksdatter Friis og far til Oluf og Valdemar Daa. 

## Biografi
Daa, som fødtes på faderens gård Ravnstrup på Sjælland, blev sat i Sorø skole og derefter i en alder af 12 år sendt til udlandet, hvor han især opholdt sig en længere tid i Geneve. Han kom hjem til Christian IV's kroning i 1596, men rejste det følgende år på ny til Schweiz og Frankrig og kom først hjem i 1599. 
Fra 1600-03 var han hofsinde hos kongen. I 1606 blev han lensmand på Skivehus og 1609 løjtnant ved den røde fane af den jyske rostjeneste. Som sådan deltog han med hæder i Kalmarkrigen og blev udnævnt til ritmester. 1613 ombyttede han Skivehus med Trondhjems Len, dette atter 1620 med Vestervig Len og dette igen 1624 med Dragsholm Len. 
I samme år var han en af kommissærerne, der skulle undersøge, hvor meget kronens bønder på Sjælland kunne give i erstatning for hoveriets afløsning. 1625 blev han medlem af rigsrådet. 1626 var han krigskommissær i Tyskland og sendebud til fredsmødet i Brunsvig, men i august måtte han på grund af sygdom forlade Tyskland; også 1627 hindrede svagelighed ham i at efterkomme kongens ønske om på ny at komme til krigsskuepladsen. 
Trods disse tillidshverv synes han ved flere lejligheder som medlem af rigsrådet at være trådt i bestemt modsætning til kongens politik. Han hævdede således 1628 enhver enkelt adelsmands ret til at give sit samtykke til kontributioner, og i 1630 synes han at have været en af talsmændene inden for rigsrådet for at opfordre kongen til forlig med Hamborg, i alt fald overbragte han sammen med Christian Thomesen Sehested kongen en skrivelse i denne retning. 
Ikke desto mindre blev han netop på denne tid af kongen udnævnt til rigsadmiral og aflagde ed som sådan 25. juli; således blev det hans sag under kongen som højstkommanderende at føre den flåde, der 6. august lettede fra København for at angribe den hamborgske flåde, der blokerede Glückstadt. Det var kongens hensigt ved et hurtigt angreb at splitte sine modstandere, men storme opholdt flåden, således at Hamborg fik tid til at sætte sig i bedre forsvarsstand. 
4. september begyndte på Elben en fire dages heftig kanonade; resultatet blev, at den hamborgske flåde dreves tilbage, og blokaden af Glückstadt hævedes; men kongen var ikke fornøjet med Daas holdning, han bebrejdede ham skarpt hans vaklen og antydede, at hans stemning mod krigen med Hamborg havde påvirket hans adfærd. Det bør dog bemærkes, at Daa ikke havde haft nogen fordannelse til sin stilling som rigsadmiral.
I 1631 sendtes han sammen med Frederik Günther som gesandt til Haag. Han skulde dels søge at mægle fred mellem Generalstaterne og Spanien, dels forhandle med en engelsk gesandt om fornyelse af forbundet med England og om udbetaling af subsidier. Daa optrådte med megen pragt og havde 6 kongelige drabanter om sig foruden et stort følge, men denne pragt synes kun at have fremkaldt ironisk spot, og sendelsen førte ikke til noget resultat. Derimod fik han selv en guldkæde til værdi af 1800 gylden. 
I 1632 var han sendebud ved landdagen i Rendsborg, blev 1633 ridder og fungerede flere gange ved de norske herredage. Af hans godser kan nævnes Borreby og Holmegaard på Sjælland, Fraugdegård på Fyn og Bonderup i Jylland. Han opførte hovedgården på Holmegaard 1635. Han havde 22. april 1604 ægtet Dorthe Henriksdatter Below; efter hendes død 1609 ægtede han 2. maj 1613 Ingeborg Valdemarsdatter Parsberg.